# Valor del tiempo de vida del cliente
El valor del tiempo de vida del cliente, o CLV (por sus siglas en inglés de customer lifetime value – también CLTV–), valor de vida del cliente (VVC) o valor a largo plazo del cliente (VLP o lifetime value –LTV–), es un principio de marketing de visión a largo plazo (relacionado con el CAC –customer acquisition cost–) que toma en consideración el valor de un cliente en la relación que mantiene con la compañía a lo largo del tiempo. Esta perspectiva implica conocer "qué" ganancias nos aporta un cliente (margen de beneficios anuales por una estimación del tiempo de vida en que será nuestro cliente –aunque éste pueda utilizar temporalmente los servicios o productos de otra compañía–).
Una consecuencia importante para una compañía de tener una visión a largo plazo es que se suele dispensar un mejor servicio al cliente y por tanto, se fomenta su fidelidad. Conocer el valor del tiempo de vida del cliente es también importante porque señala el límite máximo de gasto en la adquisición de nuevos clientes, algo a tener en cuenta en la estrategia publicitaria de la empresa.
Se calcula el Valor de Vida del Cliente por medio de la siguiente fórmula simplificada de un cálculo que puede resultar más complejo:
```
CLV = PVC × n.º C × TPR = Promedio del Valor de Compra × número de Compras × Tiempo Promedio de Retención
```